# Kenneth H. Olsen
Kenneth Harry Olsen (el. Ken Olsen) (født 20. februar 1926 i Stratford, Connecticut, død 6. februar 2011) var en amerikansk ingeniør og medstifter af Digital Equipment Corporation.
Olsen er uddannet som svagstrømsingeniør (Bachelor of science og Master of Science) ved MIT, og var fra midten af 1950'erne ansat på MIT Lincoln Lab. Han deltog her opbygningen af TX-0 og TX-2 og blev overbevist om, at anvendelse af transistorer gav mulighed for at bygge computere der var mindre og billigere, og ikke mindst at gøre computerne interaktive og sjove at bruge.
i 1957 forlod Olsen Lincoln Lab og stiftede sammen med kollegaen Harlan Anderson og sin bror Stanley Olsen virksomheden DEC – Digital Equipment Corporation – med venture kapital fra Georges Doriots American Research and Development Corporation. Olsen lovede sine investorer at han i starten kun ville bygge transistorbaserede moduler, ikke komplette computere, og at virksomheden ville give overskud inden for et år. Begge dele blev overholdt. I 1960 introducerede DEC PDP-1 og startede minicomputer-revolutionen, og DEC blev undervejs verdens næststørste computervirksomhed (efter IBM).
Olsen støttede fra starten af DEC's historie datalogien, specielt udviklingen af interaktive systemer og tidsdeling. Allerede i 1960 forærede DEC en PDP-1 til MIT. 
Olsen var en stor tilhænger af tidsdeling og tanken om store, centrale computere der leverede computer-brug som service. Han er berømt for sit udsagn There is no reason for any individual to have a computer in his home, fra 1977, netop som udviklingen af den personlige computer var ved at komme i gang. DEC kom sent i gang med at udvikle personlige computere, og da PC'er fra midten af 1980'erne vandt markedsandele fra minicomputere, mistede DEC sin markedsposition.
Olsen var en stor tilhænger af DEC's VMS- og OpenVMS-operativsystemer, og en stærk modstander af UNIX. Kendt er hans udsagn fra 1987 UNIX is snake oil.
Olsen var leder af DEC frem til 1995, hvor han blev afløst af Robert Palmer. I 1998 blev DEC overtaget af PC-virksomheden Compaq.